# 이경목
이경목(1973년 11월 15일~)은 대한민국의 기업인이다. 단국대학교 응용수학과를 입학하여 학생회장을 하였고 졸업후 파티즌커뮤니케이션즈의 대표이사직을 역임하고 있다. 1999년부터 파티플래너로서 일하고 있다.
2003년 이화여대 산학연 F&C Korea 파티 플래너 과정 개설 및 교수, 숙명여대 평생교육원 파티 플래너 전문가 과정 개설 교수, 2005년 웅진코웨이 신입사원 마케팅 교육 담당 교수, 2007년 대경대학 · 우송정보대 등에서 웨딩이벤트학과 파티전공 전공교수로 이름을 알렸다.

## 경력
- 여성자기개발서 "성공하는여성은 노는물이 다르다" 저술, 3판 인쇄
- 국내 최초 파티전문서적 "파티마케팅" 저술
- 제주특별자치도 제주관광협회 MICE산업단 자문위원
- 대전 우송정보대학 웨딩이벤트학과 교수 역임
- 삼성경제연구원 귀족마케팅연구회 파티전문가
- 파티 전문 온라인잡지 'Partizine' 창간
- (주)파티즌커뮤니케이션즈 대표이사
- 넷피아닷컴 외부행사 자문위원
- 1999년 파티즌닷컴 설립
- 제주특별자치도 제주관광협회 MICE산업단 자문위원

## 수상
- 2006 한국일보 선정 '21세기 한국경제를 선도하는 중소기업인' 문화인 부문
- 2006 헤럴드경제신문 선정 '대한민국 CEO 대상' 문화인 부문
- 2005 스포츠조선 선정 '올해의 숨은 명인 20인' 문화, 컨설팅 부문